# João Caldas Viana

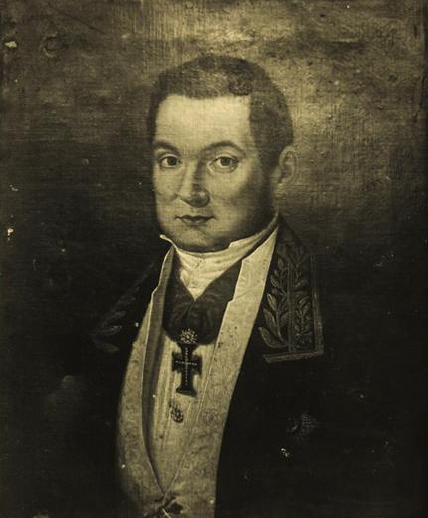
Reprodução fotográfica de um retrato de João Caldas Viana, enquanto presidente da província do Rio de Janeiro, por Cláudio José Barandier.

João Caldas Viana (falecido no Rio de Janeiro em 17 de setembro de 1862) foi um político brasileiro. presidente da província do Rio de Janeiro, de 2 de março de 1843 a 12 de abril de 1844.

## Biografia
João Caldas Viana era descendente de uma das famílias mais tradicionais do município de Campos dos Goytacazes. Filho do capitão Paulo Francisco Costa Vianna e Maria Joaquina dos Reis. Casou-se com Margarida Perpétua Pessanha.
Caldas Viana foi um dos primeiros matriculados da recém-criada Faculdade de Direito da Universidade de São Paulo, em 1827. Entrou na carreira da magistratura.
Seria eleito duas vezes deputado provincial. Uma vez no comando do governo da da província do Rio de Janeiro convergiu esforços para favorecer Campos dos Goytacazes, que era sua cidade de nascimento; fato que gerou descontentamento por parte de representantes de outras localidades da Província.
Aposentou-se como juiz de direito, mas continuou advogando. Fixou residência na cidade do Rio de Janeiro, então sede do Império.
João Caldas Viana foi pai de João Caldas Viana Filho, visconde de Pirapitinga, José Caldas Viana e Ana Bernardina Caldas Viana. Também foi irmão do comendador Cândido Francisco Vianna (1807 – 14 de Julho de 1870) e cunhado do tenente-coronel Francisco de Paula Gomes Barroso.